# Колоа (Гаваї)
Колоа (англ. Koloa) — переписна місцевість (CDP) в США, в окрузі Кауаї штату Гаваї. Населення — 2231 особа (2020).

## Географія
Колоа розташована за координатами 21°54′11″ пн. ш. 159°27′40″ зх. д. / 21.90306° пн. ш. 159.46111° зх. д. (21.902960, -159.461075).  За даними Бюро перепису населення США в 2010 році переписна місцевість мала площу 3,24 км², уся площа — суходіл.

## Демографія
Згідно з переписом 2010 року, у переписній місцевості мешкали 2144 особи в 730 домогосподарствах у складі 512 родин. Густота населення становила 661 особа/км².  Було 814 помешкання (251/км²).
Расовий склад населення:
| - 39,0 % — азіатів - 23,0 % — білих - 9,6 % — вихідців з тихоокеанських островів - 0,6 % — корінних американців - 0,5 % — чорних або афроамериканців |

До двох чи більше рас належало 26,3 %. Частка іспаномовних становила 11,6 % від усіх жителів.
За віковим діапазоном населення розподілялося таким чином: 25,1 % — особи молодші 18 років, 59,5 % — особи у віці 18—64 років, 15,4 % — особи у віці 65 років та старші. Медіана віку мешканця становила 37,6 року. На 100 осіб жіночої статі у переписній місцевості припадало 96,0 чоловіків;  на 100 жінок у віці від 18 років та старших — 97,1 чоловіків також старших 18 років.
Середній дохід на одне домашнє господарство  становив 60 732 долари США (медіана — 47 404), а середній дохід на одну сім'ю — 70 270 доларів (медіана — 58 421). Медіана доходів становила 41 645 доларів для чоловіків та 32 365 доларів для жінок. За межею бідності перебувало 14,3 % осіб, у тому числі 16,6 % дітей у віці до 18 років та 8,3 % осіб у віці 65 років та старших.
Цивільне працевлаштоване населення становило 1168 осіб. Основні галузі зайнятості: мистецтво, розваги та відпочинок — 32,7 %, освіта, охорона здоров'я та соціальна допомога — 14,5 %, науковці, спеціалісти, менеджери — 11,6 %, роздрібна торгівля — 10,4 %.